# Сельское поселение Канаш
Сельское поселение Канаш — муниципальное образование в Шенталинском районе Самарской области.
Административный центр — посёлок Романовка.

## Административное устройство
В состав сельского поселения Канаш входят:
- село Емелькино,
- посёлок Васильевка,
- посёлок Романовка,
- посёлок Светлая Поляна,
- посёлок Чухаевка,
- деревня Ивановка.